# 美国总统提名大会

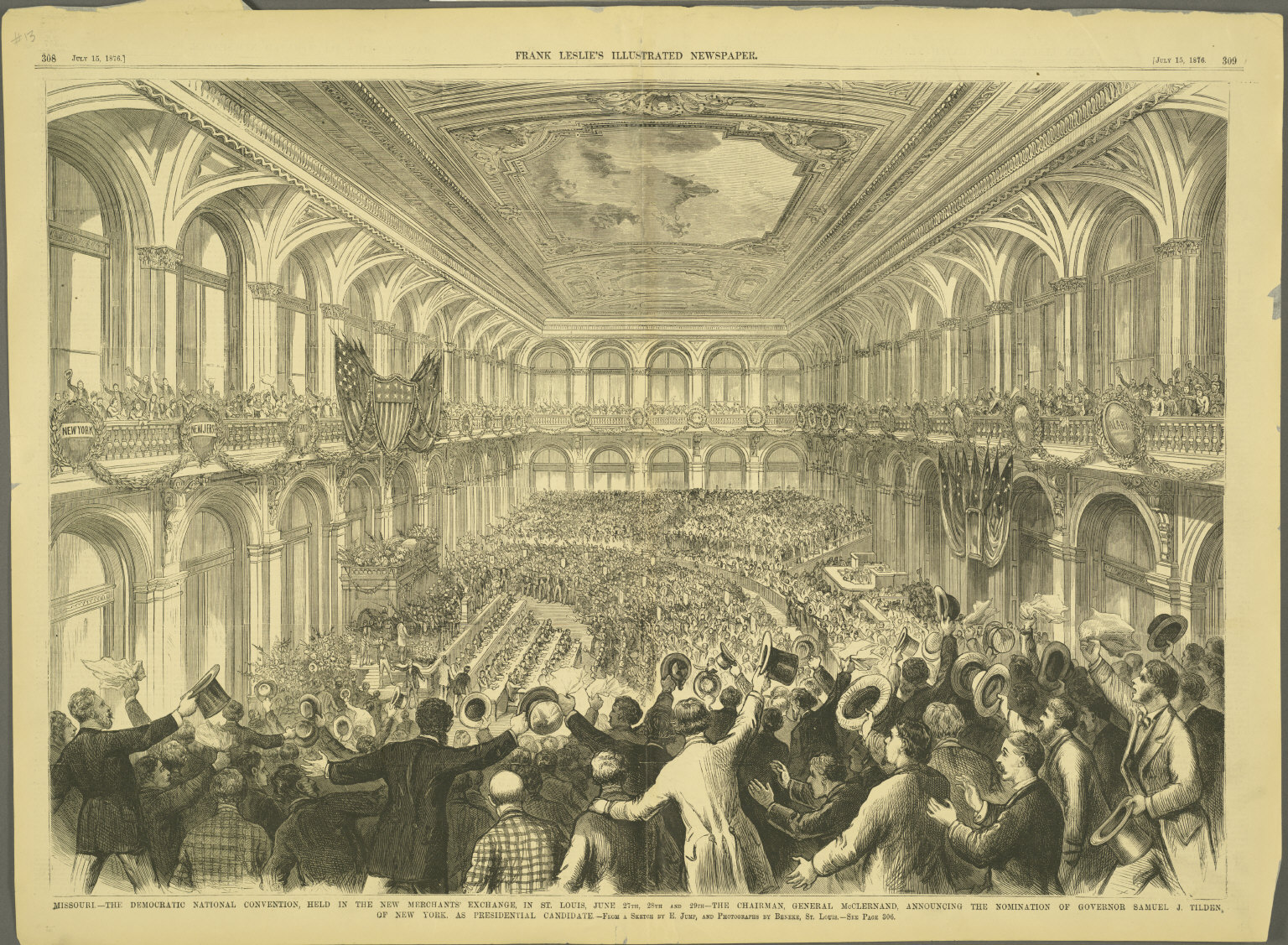
在圣路易斯举办的1876年民主党全国代表大会

美国总统提名大会（英語：United States presidential nominating convention）是美国多数政党每四年举行一次的党代表大会，在美国总统选举前举行，以正式提名應屆選舉的總統暨副總統候選人。

## 簡介
各政党在全國党代表大会上选出该党的美国总统选举候选人。此外，会上通常还会发表各党政纲（非剛性党纲）与活动规定，包括下一个选举周期的提名程序。
由于选举法、初选与党团会议日程以及竞选活动运作方式等的变更，自20世纪下半叶起，提名大会基本已经失去了其原有的角色，而变成以仪式性为主的代表大會，代表大會的結束代表總統選舉季期的正式開始。代表大會上有名人和政治人物的演說。代表大會也讓政治新人提供發揮機會，如2004年巴拉克·歐巴馬在民主党全国代表大会的演說使他獲得全國的知名度。
全國党代表大会通常是指两个主要政党民主党与共和党的提名大会，即民主党全国代表大会与共和党全国代表大会，一般在七至八月舉行。不过，一些少数党派也会通过提名大会选出总统候选人，包括自由意志党、绿党、社会党、宪法党、改革党等。